# Samuel Jackson Barnett
Samuel Jackson Barnett (Condado de Woodson, 14 de dezembro de 1873 — Pasadena, 22 de maio de 1956) foi um físico estadunidense.
Barnett era filho de um ministro. Bacharel em física pela Universidade de Denver, em 1894, com doutorado na Universidade Cornell, em 1898. De 1898 a 1918 foi professor em várias universidades, e de 1918 a 1926 associou-se ao Carnegie Institution for Science, em Washington, D.C., e em 1926 foi professor da Universidade da Califórnia em Los Angeles.
Pesquisou principalmente sobre eletromagnetismo, tendo descoberto o efeito Barnett. Em 1918 foi condecorado com o Prêmio Comstock de Física.

## Obras
- Elements of electro-magnetic theory, 1903
- Theories of magnetism, 1923
- Le magnetisme, 1940